# کلیساهای صلح

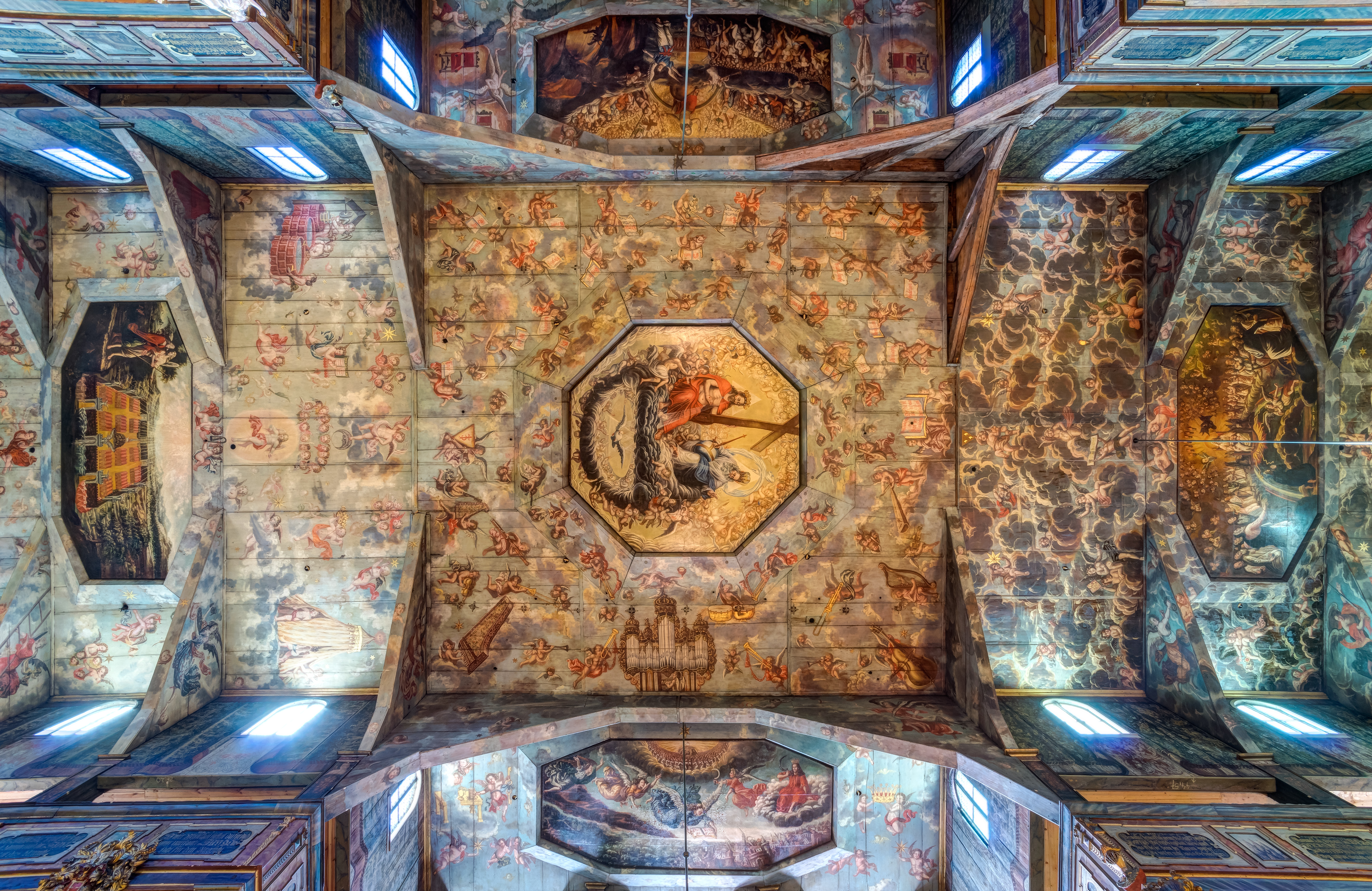
نگاره‌ای از سقف کلیسای صلح در شویدنگتسا، لهستان.

کلیساهای صلح (لهستانی: Kościoły Pokoju) در یاوور و شویدنگتسا و سیلزی در کشور لهستان، به نام پیمان وستفالی ۱۶۴۸ نامگذاری شدند.
این پیمان به لوتریان سیلزی اجازه داد سه کلیسا از چوب، خاک رس، شن و نی در بیرون دیوارهای شهر بسازند بدون آنکه برج و زنگ کلیسا را داشته باشند. مدت زمان ساخت به یک سال محدود می‌شد. سومین کلیسا که در گووگوو برپا شده‌بود، در سال ۱۷۵۸ در آتش سوخت.

## تاریخچه
کلیسای یاوور، با طول ۴۳٫۵ متر، عرض ۱۴ متر و ارتفاع ۱۵٫۷ متر به روح‌القدس اختصاص یافته‌است. این بنا توسط معمار آلبرخت فون سابیش (۱۶۱۰–۱۶۸۸) از اهالی وروکلاو (سپس آلمان برسلاو) ساخته شد و یک سال بعد در سال ۱۶۵۵ به پایان رسید.
۲۰۰ تابلوی نقاشی داخل توسط نقاش آلمانی گئورگ فگل در سال ۱۶۷۱–۱۶۷۱ انجام شده‌است. محراب، توسط مارتین اشنایدر، به سال ۱۶۷۲ بر می‌گردد. ارگ اصلی که در سال ۱۶۶۴ توسط هوفریتچر. از لگنیتسا ساخته شده بود در سال ۱۸۵۵–۱۸۵۵ توسط آدولف الکساندر لومرت جایگزین شد.

سه کلیسای صلح (حوالی ۱۷۵۰)
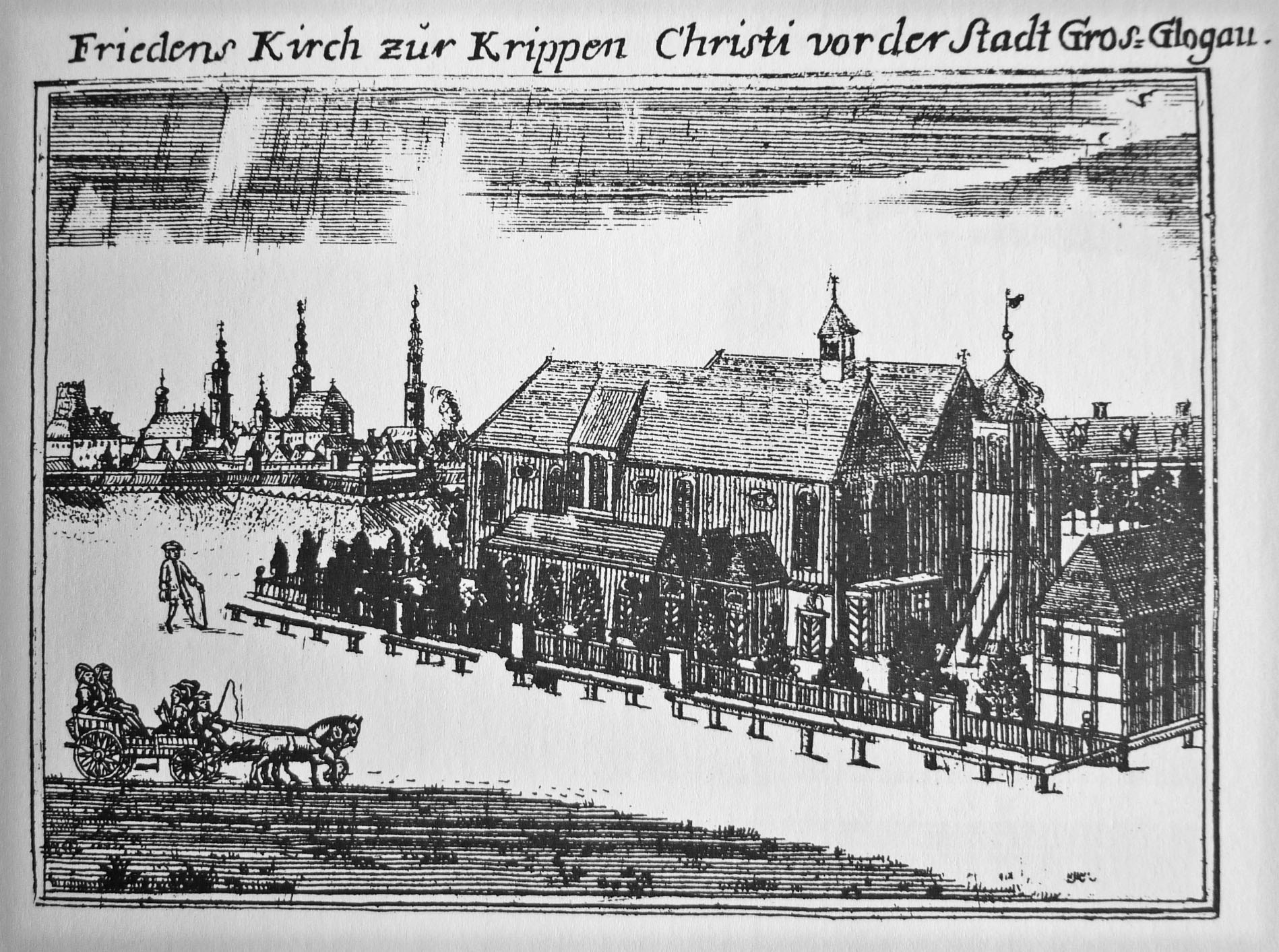
گووگوو(Głogów)
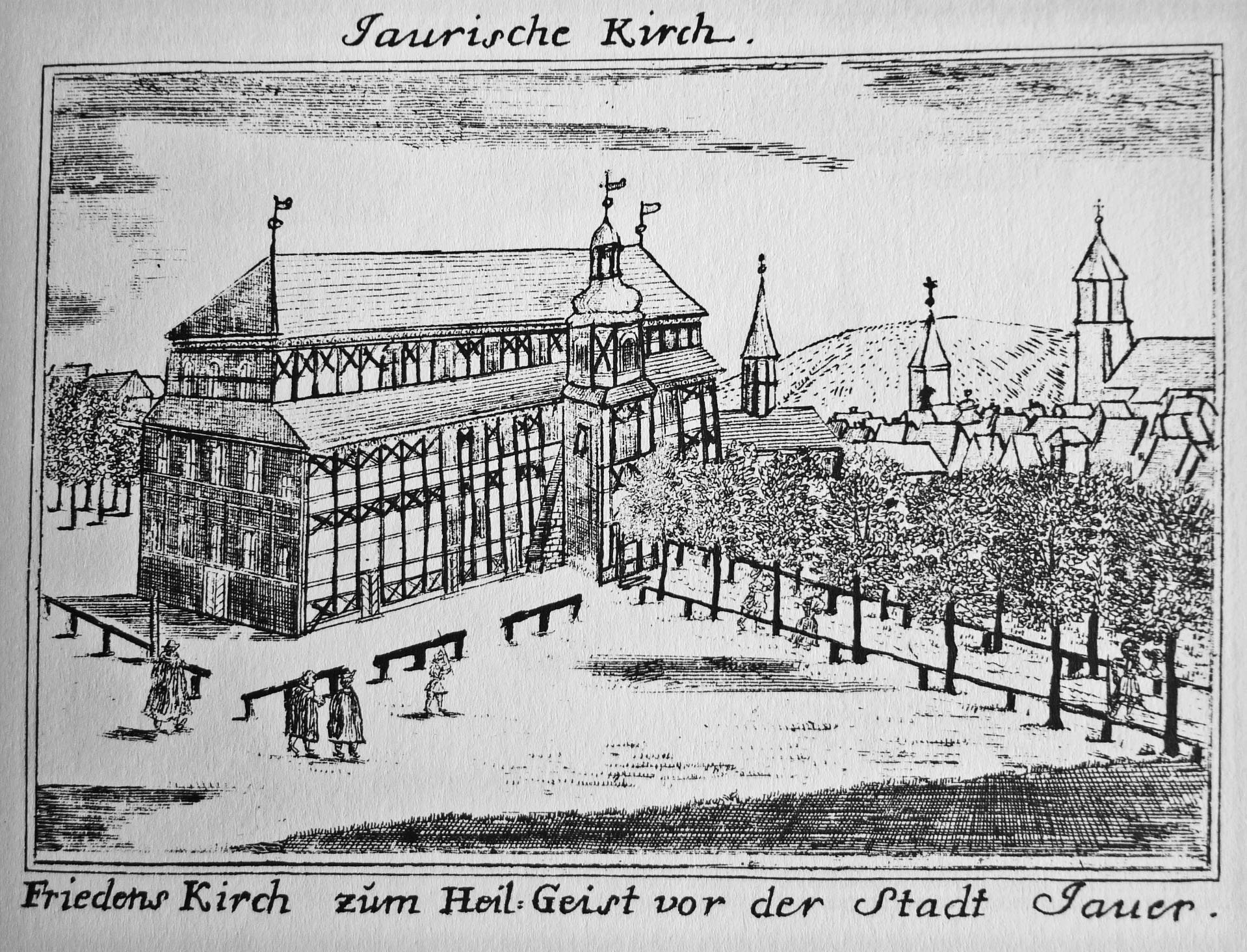
یاوور(Jawor)
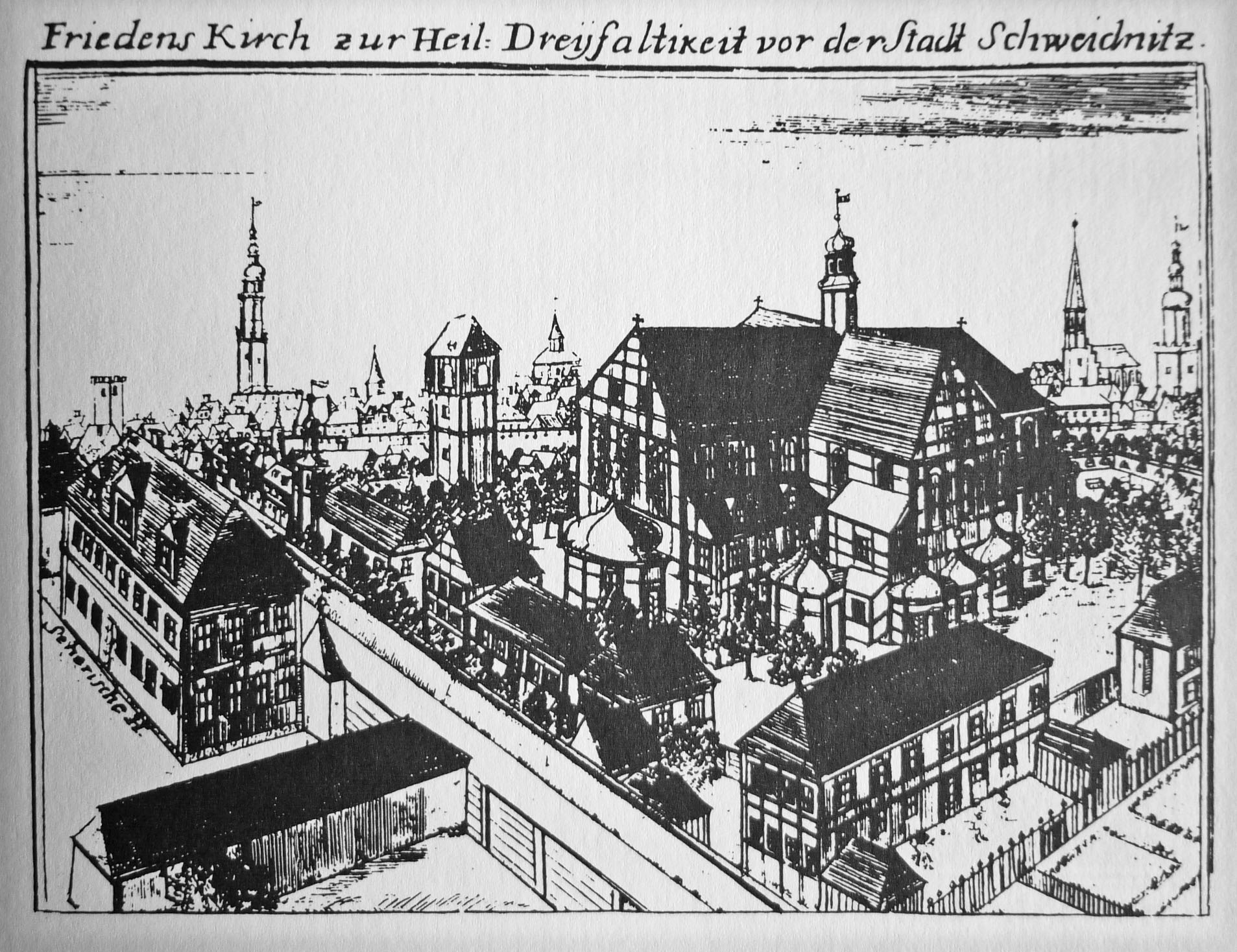
شویدنگتسا(Świdnica)

## نگارخانه

### شویدنگتسا

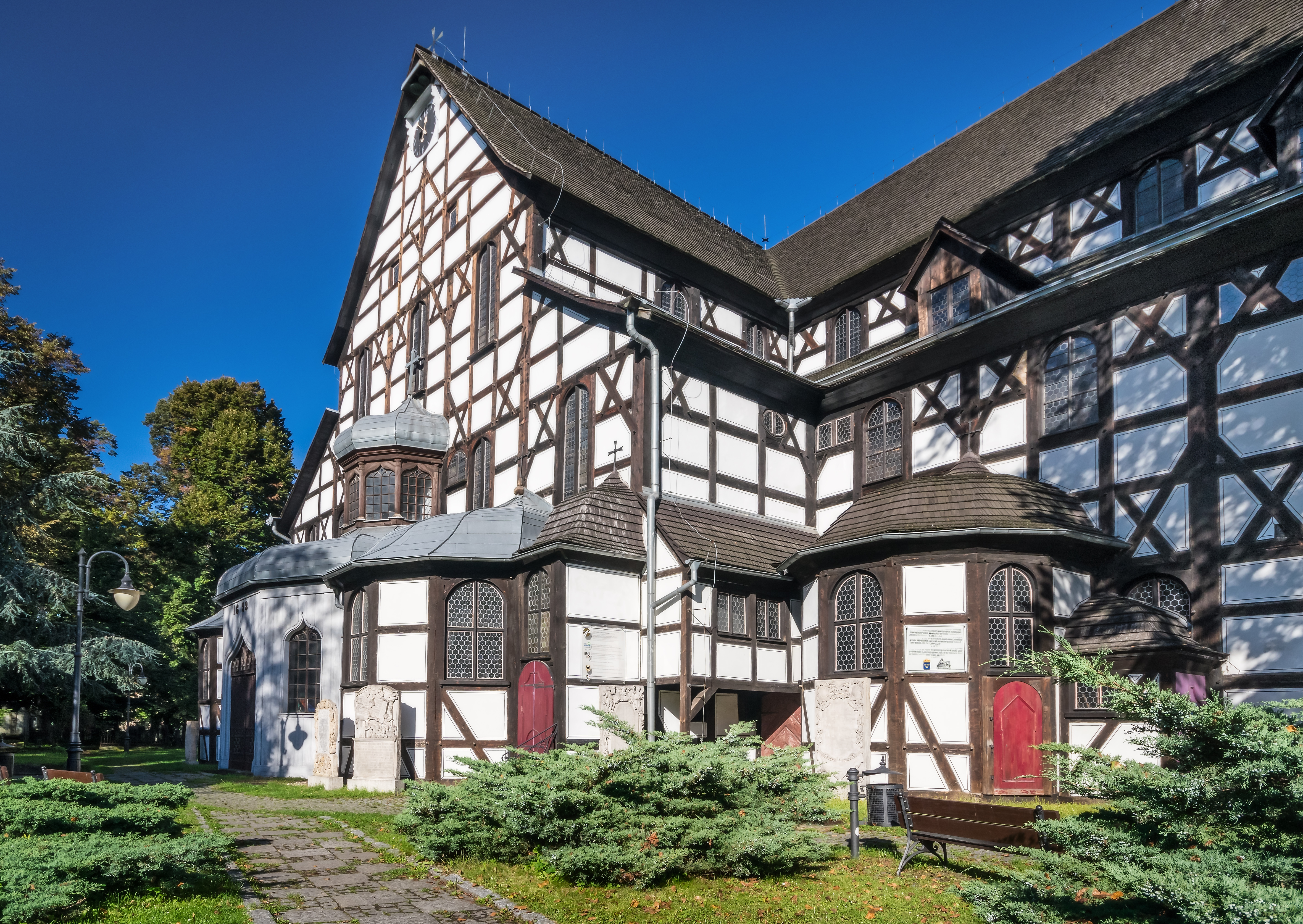
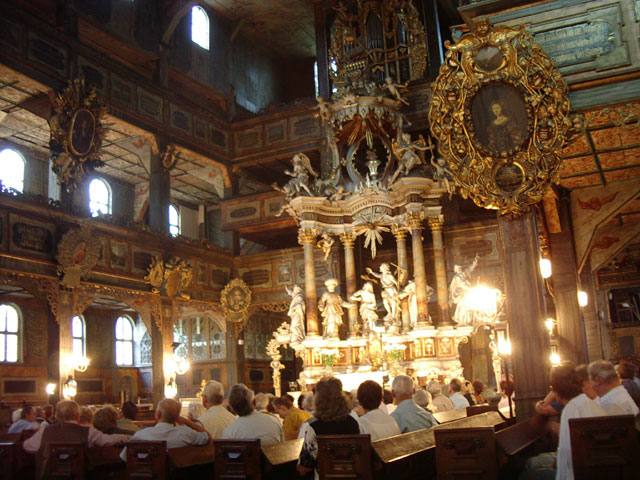
محراب اصلی
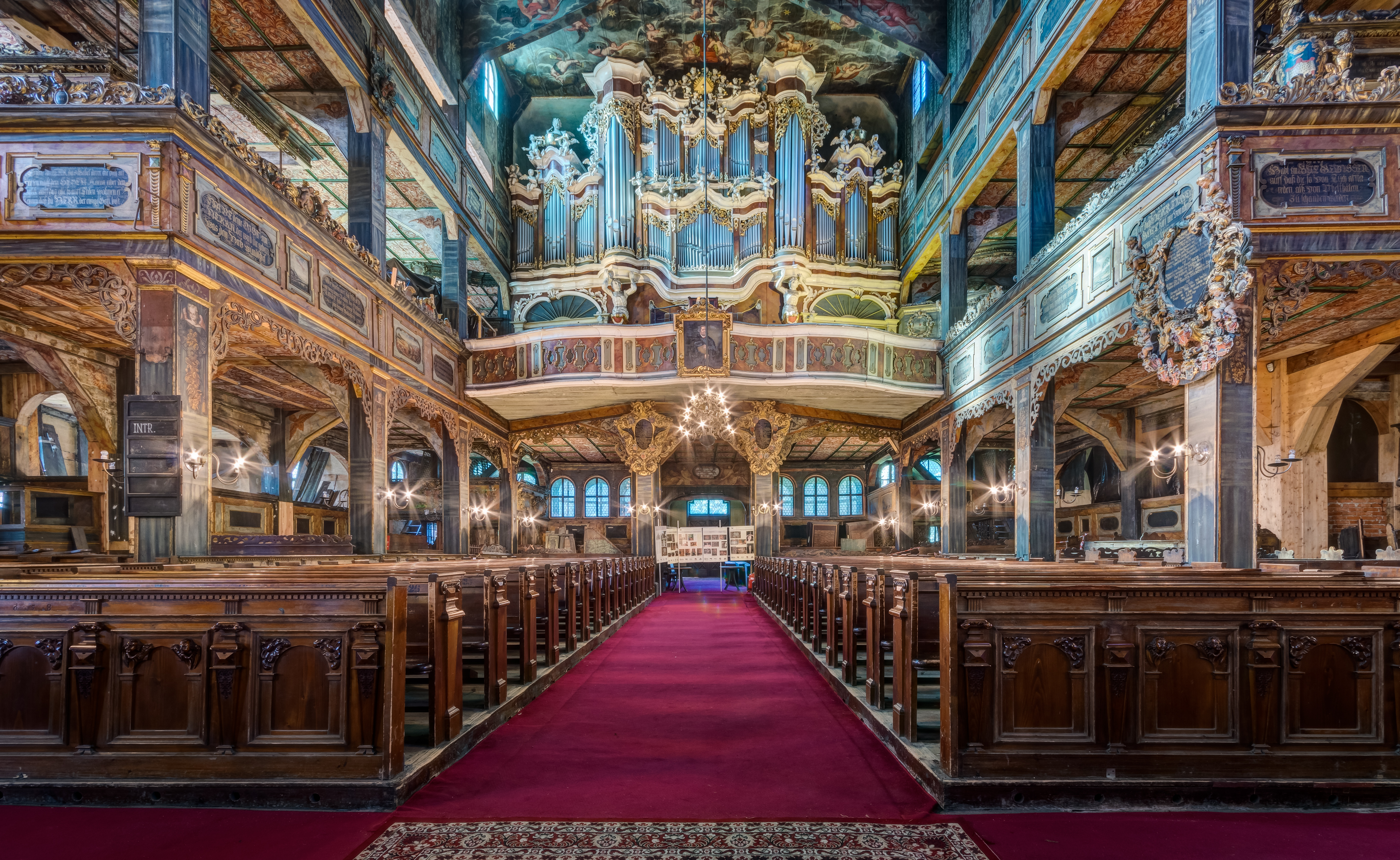
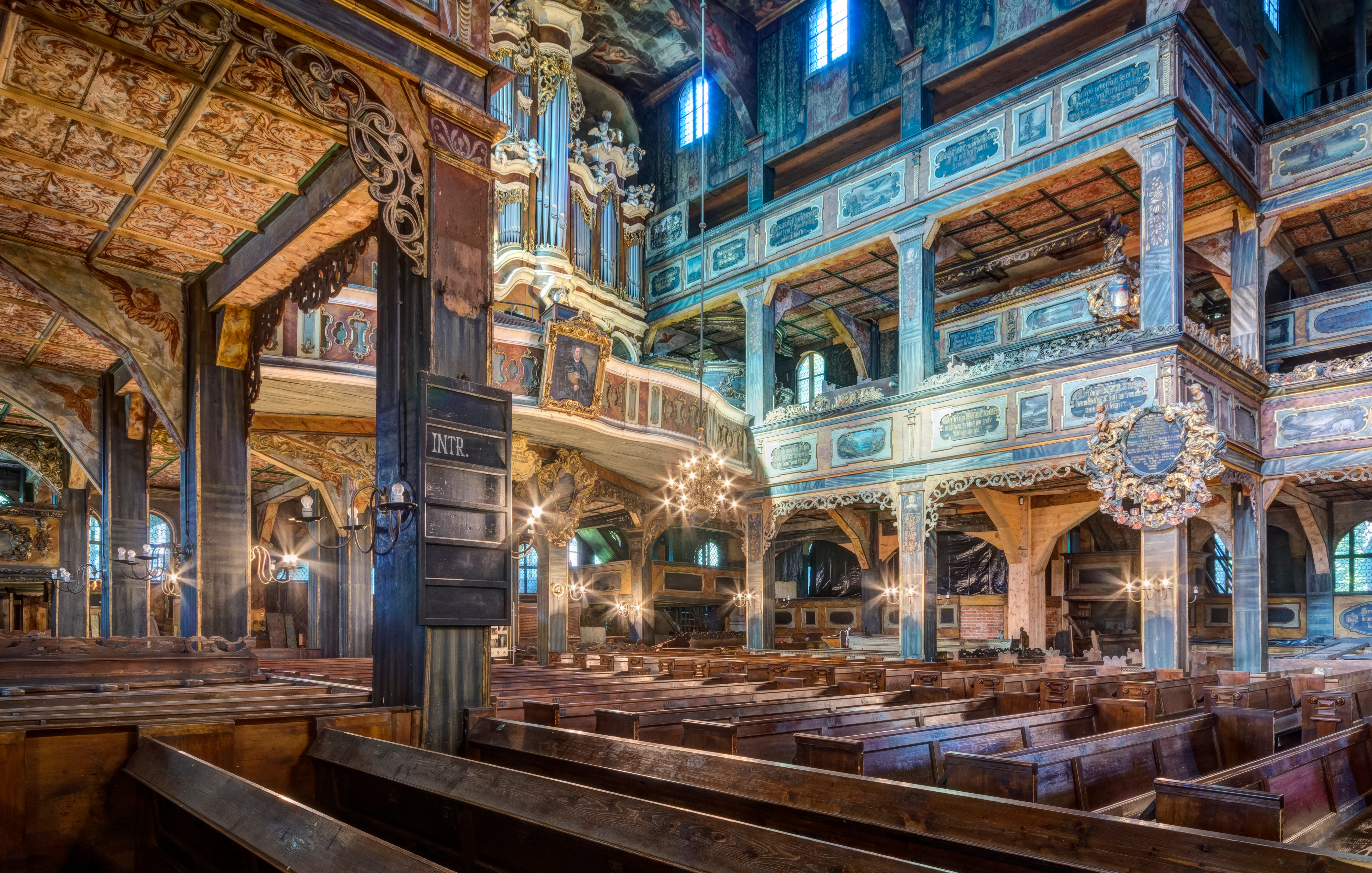

### یاوور

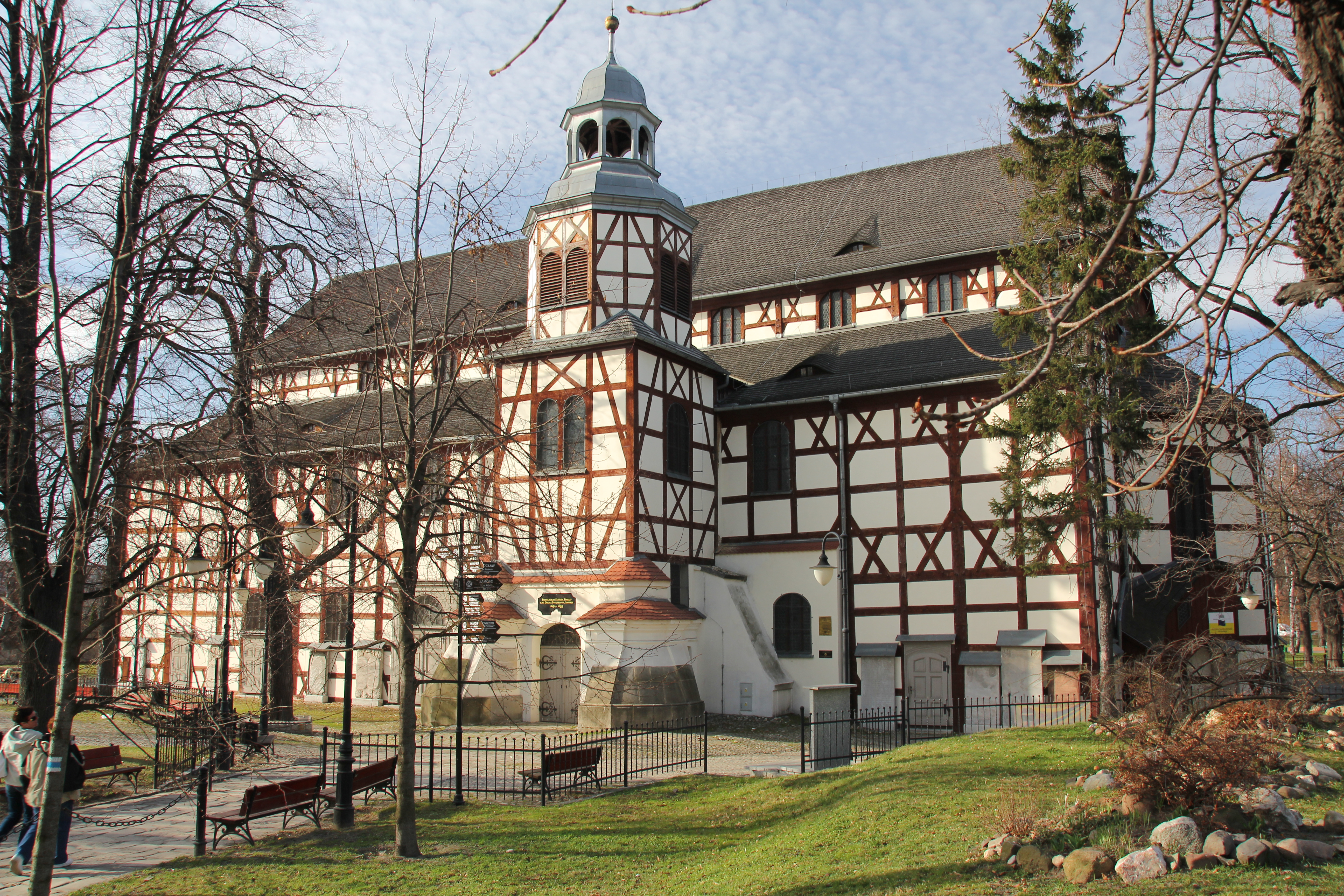
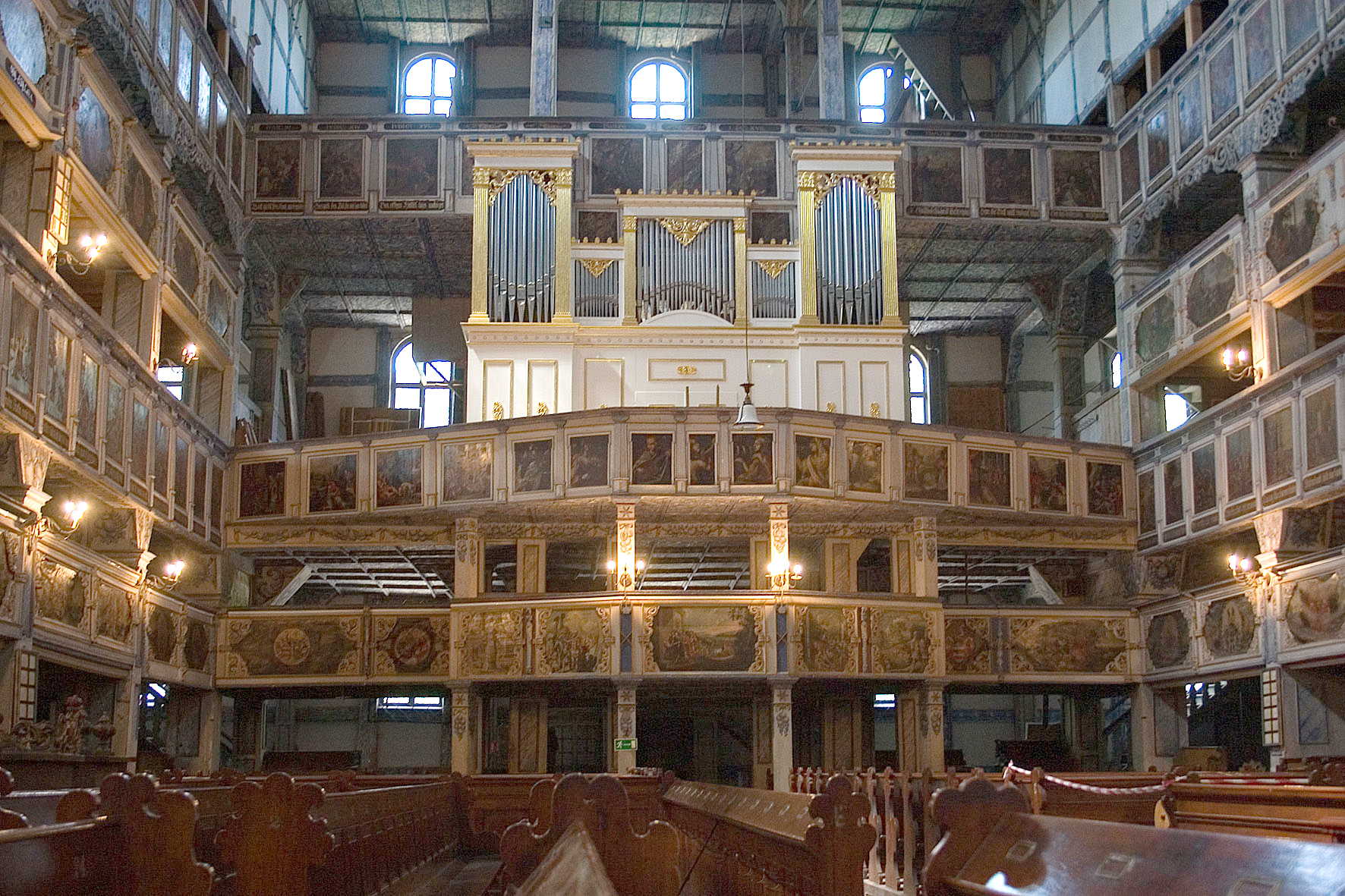
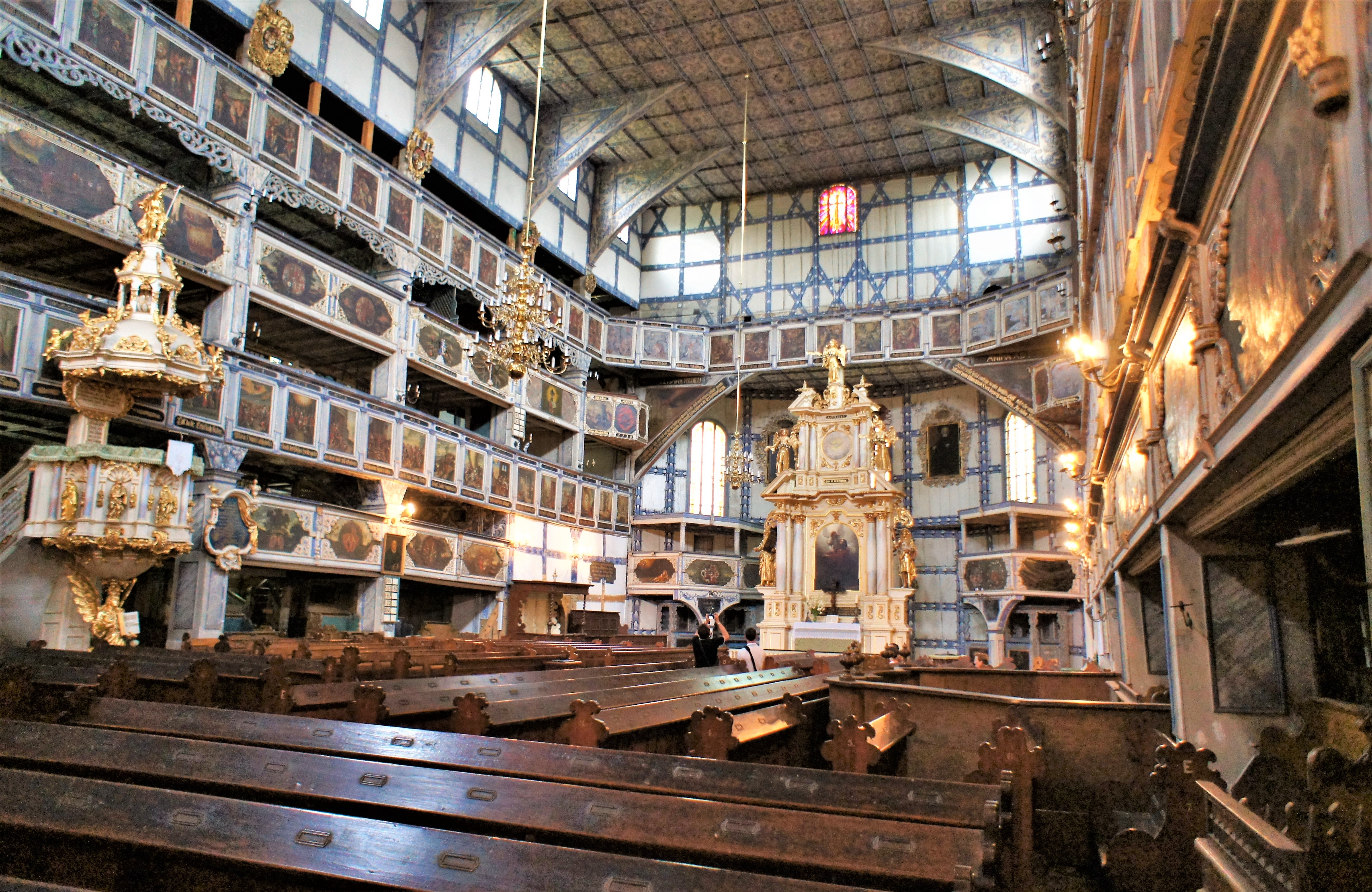
محراب اصلی
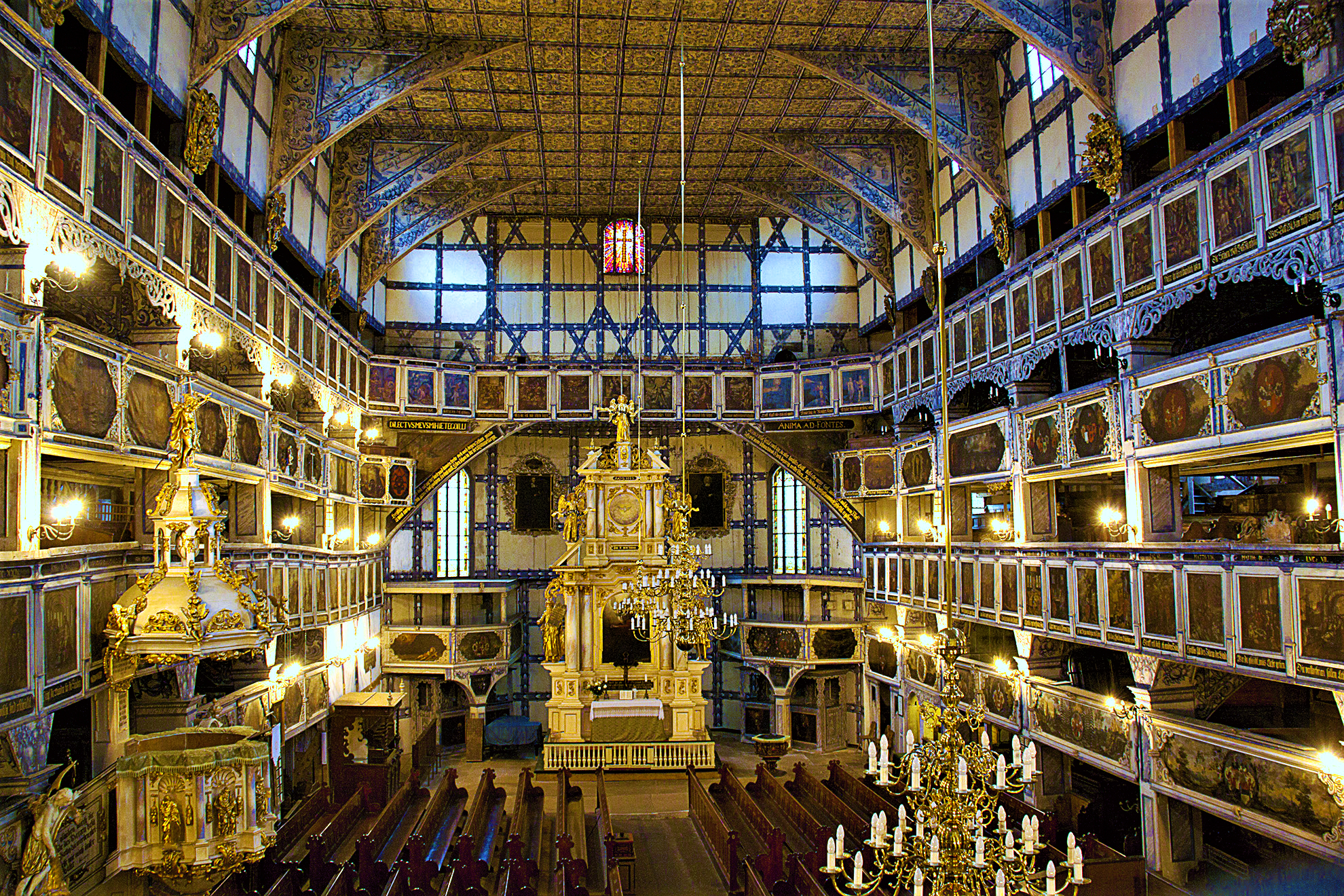